# 기사의 변
기사의 변(己巳之變)은 1629년(기사년) 발생한 후금과 명 사이의 군사충돌이다. 그 전까지 요서 방어선에 막혀 명을 공략하지 못하고 있던 후금군이 산해관을 우회하여 서쪽 만리장성을 넘어 북경 근교까지 도달했다가 산해관에서 명군의 증원군이 도착하자 후퇴했다. 후금은 북경 주변을 약탈하여 월동 물자를 확보했다. 후금이 중국 본토로 진출(청병입새)한 최초의 사건이었다.